# Herpestes naso
La mangosta hocicuda (Herpestes naso)  es una especie de mamífero carnívoro  de la  familia Herpestidae terrestre, solitaria y diurna que habita en África Central. Su área de campeo está ligada a masas de agua y se alimenta de insectos y pequeños mamíferos.

## Sistemática
William E. de Winton describió la especie en 1901 en Camerún como Herpestes naso. Allen en 1919 la clasificó en el género Xenogale y desde entonces ha sido incluida tanto en uno como en otro género. Estudios genéticos moleculares muestran que esta especie es más cercana a Atilax paludinosus que al resto de especies del género Herpestes, por lo que debería clasificarse como Xenogale naso. En ese caso, el género Herpestes sería parafilético.

## Descripción
Tiene un cuerpo de entre 40 y 60 cm de largo y otros 30 a 40 de cola, y pesan de 2 a 4,5 kg, los machos ligeramente mayores que las hembras. Son mangostas de morro prominente, rinario negro y orejas redondeadas. Cuerpo de color marrón oscuro, casi negro, moteado en naranja y con aspecto canoso, pues el pelo tiene anillos blanquecinos. Por el vientre son algo más claras. La cola, de forma cónica, tiene largos pelos negros. Poseen cinco dedos ligeramente palmeados en cada extremidad con largas garras. La fórmula dentaria es I 3/3, C 1/1, Pm 4/4, M 2/2 = 40.

## Distribución, hábitat y etología
Se encuentra en los bosques de la cuenca del río Congo, río Cross y delta del Níger. Nativa de Camerún, República del Congo, República Democrática del Congo, Guinea Ecuatorial, Gabón y Nigeria. Habita en bosques cercanos a masas de agua hasta los 640 m, de altitud.
Es una especie terrestre y diurna, más activa en las horas centrales del día. Duerme en lugares distintos cada día, a veces dentro de árboles huecos, y no utiliza letrinas, aunque puede depositar los excrementos en el mismo lugar que días anteriores.
Normalmente es solitaria, aunque a veces se la ha observado en parejas. Su área de campeo oscila entre 12 y 100 ha, y pueden recorrer en un día entre 2 y 5 km.

## Alimentación y reproducción
Su dieta está compuesta fundamentalmente por insectos (saltamontes y escarabajos sobre todo) y pequeños mamíferos (roedrores y musarañas principalmente). Completa la dieta con otros artrópodos (miríapodos y crustáceos), peces, anfibios, reptiles y aves, además de fruta.
Las camadas pueden ser de una a tres crías que nacen a primeros de año. Alcanzan la madurez sexual a los siete meses y la dentición definitiva se completa al cabo de un año. Las generaciones abarcan tres años.

## Conservación
Aunque aparece en la Lista Roja de la UICN con la categoría de «preocupación menor» debido a que sus poblaciones están ampliamente distribuidas y son abundantes, la pérdida y fragmentación de su hábitat unido a su caza como comida son amenazas que deben ser tenidas en cuenta para su futura conservación.